# 斯蒂芬·林奇

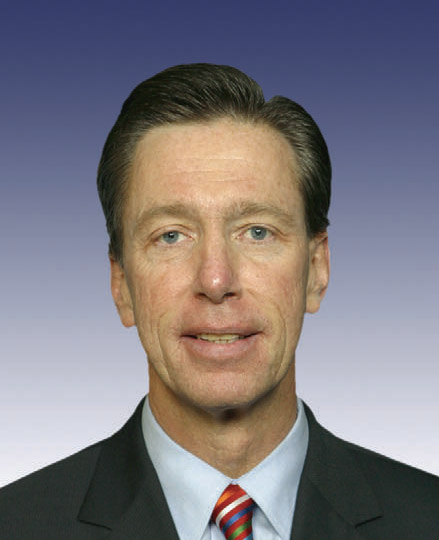
斯蒂芬·林奇

斯蒂芬·林奇（Stephen F. Lynch；1955年3月31日—）是美國的一位政治人物。自2001年開始，他是馬薩諸塞州第8選舉區選出的美國眾議院議員。他的黨籍是民主黨。林奇出生在南波士頓。